# Limnephilus uintah
Limnephilus uintah är en nattsländeart som beskrevs av Nimmo 1991. Limnephilus uintah ingår i släktet Limnephilus och familjen husmasknattsländor. Inga underarter finns listade i Catalogue of Life.